# III. třída okresu Beroun
III. třída okresu Beroun patří společně s ostatními třetími třídami mezi deváté nejvyšší fotbalové soutěže v Česku. Je řízena Okresním fotbalovým svazem Beroun. Hraje se každý rok od léta do jara se zimní přestávkou. Do sezóny 2016-2017 se hrála ve dvou skupinách (označených A a B), každá skupina měla 14 účastníků (celkem tedy 28 týmů) z okresu Beroun. Po reorganizaci soutěže se pokračuje v jedné skupině po 14 týmech. Každý s každým hraje jednou na domácím hřišti a jednou na hřišti soupeře. Celkem se tedy hraje 26 kol. Vítěz a druhý tým tabulky postupují do II. třídy okresu Beroun, kdežto třináctý a čtrnáctý tým sestupují do IV. třídy okresu Beroun.

## Vítězové

### III. třída okresu Beroun skupina A
| Ročník    | Vítězný tým              |
| --------- | ------------------------ |
| 1982/1983 | TJ Karlštejn             |
| 1983/1984 | FK Svatá                 |
| 1984/1985 | TJ Karlštejn             |
| 1985/1986 | AFK Loděnice „B“         |
| 1986/1987 | SK Nižbor                |
| 1987/1988 | SK Chyňava               |
| 1988/1989 | FK Králův Dvůr „B“       |
| 1989/1990 | TJ Ostrovan Zadní Třebaň |
| 1990/1991 | SK Nižbor                |
| 1991/1992 | FK Český lev Beroun „B“  |
| 1992/1993 | TJ a SK Tetín            |
| 1993/1994 | SK Cembrit Beroun-Závodí |
| 1994/1995 | SK Hudlice               |
| 1995/1996 | SK Policie Beroun        |
| 1996/1997 | TJ FC Freyburg Trubín    |
| 1997/1998 | FK Hýskov                |
| 1998/1999 | TJ Karlštejn             |
| 1999/2000 | FK Liteň                 |
| 2000/2001 | SK Cembrit Beroun-Závodí |
| 2001/2002 | TJ Karlštejn             |
| 2002/2003 | FK Všeradice 1932        |
| 2003/2004 | FK Svatá                 |
| 2004/2005 | FK Hýskov                |
| 2005/2006 | SK Nižbor                |
| 2006/2007 | TJ FC Freyburg Trubín    |
| 2007/2008 | AFK Loděnice „B“         |
| 2008/2009 | TJ a SK Tetín            |
| 2009/2010 | FK Hýskov                |
| 2010/2011 | SK Nižbor                |
| 2011/2012 | TJ Karlštejn             |
| 2012/2013 | AFK Loděnice „B“         |
| 2013/2014 | SK Chyňava               |
| 2014/2015 | FK Králův Dvůr „B“       |
| 2015/2016 | TJ Karlštejn             |
| 2016/2017 | TJ Čechie Nový Jáchymov  |

### III. třída okresu Beroun skupina B
| Ročník    | Vítězný tým          |
| --------- | -------------------- |
| 1989/1990 | SK Hostomice         |
| 1990/1991 | SK Horymír Neumětely |
| 1991/1992 | FK Komárov „B“       |
| 1992/1993 | TJ Drozdov           |
| 1993/1994 | Union Cerhovice      |
| 1994/1995 | SK Tlustice          |
| 1995/1996 | SK Hořovice „B“      |
| 1996/1997 | SK Rpety             |
| 1997/1998 | TJ Praskolesy        |
| 1998/1999 | TJ Drozdov           |
| 1999/2000 | TJ Praskolesy        |
| 2000/2001 | SK Horymír Neumětely |
| 2001/2002 | TJ Běštín            |
| 2002/2003 | Union Cerhovice      |
| 2003/2004 | FC Bzová „B“         |
| 2004/2005 | Union Cerhovice      |
| 2005/2006 | TJ Stašov            |
| 2006/2007 | TJ Praskolesy        |
| 2007/2008 | FK Olympie Zdice „B“ |
| 2008/2009 | SK Chlumec           |
| 2009/2010 | TJ Drozdov           |
| 2010/2011 | TJ Stašov            |
| 2011/2012 | TJ Sparta Podluhy    |
| 2012/2013 | FK Všeradice 1932    |
| 2013/2014 | TJ Drozdov           |
| 2014/2015 | TJ Praskolesy        |
| 2015/2016 | TJ Drozdov           |
| 2016/2017 | SK Slavoj Osek       |

### III. třída okresu Beroun
| Ročník    | Vítězný tým                        |
| --------- | ---------------------------------- |
| 2017/2018 | FK Komárov „B“                     |
| 2018/2019 | TJ Zaječov                         |
| 2019/2020 | Nedohráno kvůli pandemii covidu-19 |
| 2020/2021 | Nedohráno kvůli pandemii covidu-19 |
| 2021/2022 | SK Hudlice                         |
| 2022/2023 | TJ Sparta Podluhy                  |
| 2023/2024 | FK Hýskov                          |